# Angela Melillo
Angela Melillo (Roma, 20 giugno 1967) è una ballerina, attrice e showgirl italiana, divenuta un personaggio noto per aver ricoperto fra la fine degli anni '90 e l’inizio degli anni  2000 il ruolo di primadonna in diversi varietà della compagnia del Bagaglino.

## Biografia
Inizia la carriera nel mondo dello spettacolo come ballerina. Nella stagione 1991/1992 è soubrette a Il TG delle vacanze, dove balla in coppia con Gabriella Labate, e a vari spettacoli del Bagaglino, prima come ballerina di fila in Creme caramel e Rose rosse, e successivamente come primadonna in Tutte pazze per Silvio, Al Bagaglino, Marameo e Mi consenta. Nel 1992 affianca Teo Teocoli e Gene Gnocchi nella conduzione della prima edizione di Scherzi a parte, su Italia 1. Dal 1994 al 1997 è "spintarella" del programma Beato tra le donne condotto da Paolo Bonolis dapprima su Rai 1 e poi su Canale 5. Dal 1999 al 2001 affianca Paolo Limiti nella conduzione di Alle due su Rai Uno.

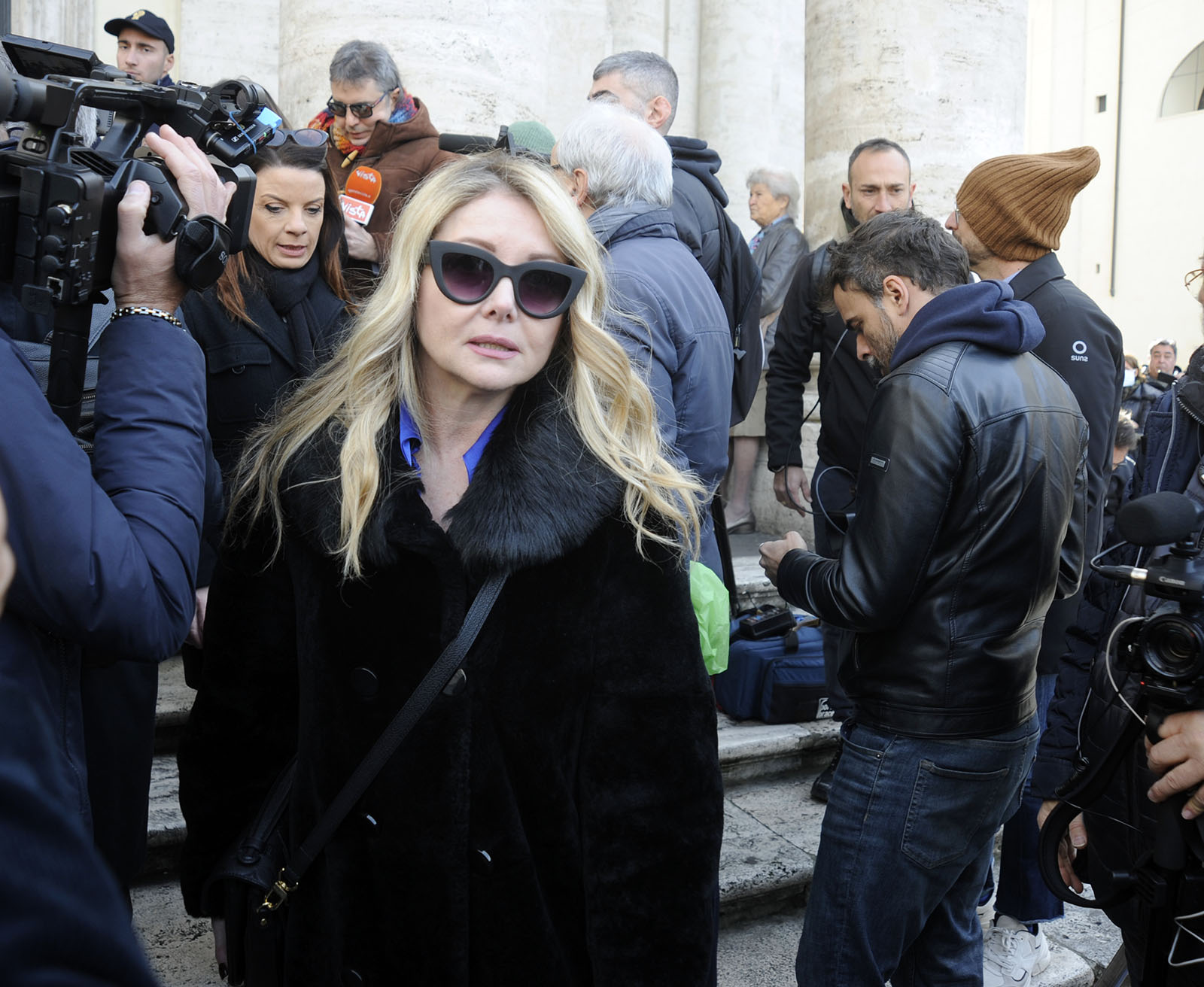
Angela Melillo Roma 2024

Studia recitazione presso il Centro Teatro Attivo di Milano.
Parallelamente all'attività televisiva, dal 2000 al 2005 ha partecipato a diverse fiction Mediaset e Rai: La casa delle beffe, Love Bugs, La palestra e Il maresciallo Rocca. Nel 2004 è fra i concorrenti del reality show di Rai 2 La talpa, che vince. Nel 2004/2005 è nel cast fisso di Domenica in.
Nel 2006 interpreta il ruolo di "Tiziana Palme" nella soap-opera di Rai 1 Sottocasa. Nel 2007 interpreta il ruolo della "Principessa Luisa di Carignano'" nella miniserie tv La figlia di Elisa - Ritorno a Rivombrosa, regia di Stefano Alleva. Dall'11 ottobre 2010 sostituisce Luana Ravegnini nella co-conduzione di Tv mania nella terza serata di Rai 2 accanto a Simone Annicchiarico. Il programma viene però cancellato alla seconda puntata a causa dei bassi ascolti. 
Si dedica al teatro e a ottobre 2016 recita nella commedia teatrale Una fidanzata per papà con Sandra Milo, Savino Zaba, Stefano Antonucci.
Nel 2021 partecipa alla quindicesima edizione de L'isola dei famosi, condotta da Ilary Blasi, viene eliminata durante la ventesima puntata, in un televoto flash in positivo contro altri 5 naufraghi.
In occasione delle elezioni amministrative del 2021 si è candidata al consiglio comunale di Roma in sostegno del candidato sindaco del centro-sinistra Roberto Gualtieri.

## Filmografia

### Cinema
- Impotenti esistenziali, regia di Giuseppe Cirillo (2009)
- Al posto tuo, regia di Max Croci (2016)

### Televisione
- La casa delle beffe – miniserie TV (2003)
- La palestra, regia di Pier Francesco Pingitore – film TV (2003)
- Il maresciallo Rocca – serie TV, episodi 5x03, 5x05 (2005)
- Sottocasa – serie TV (2006)
- Don Matteo – serie TV (2006)
- La figlia di Elisa - Ritorno a Rivombrosa – miniserie TV, 8 episodi (2007)

## Teatro
- Tre Tre Giù Giulio, regia di Pier Francesco Pingitore
- La vedova allegra, regia di G. Landi
- Troppa trippa, regia di Pier Francesco Pingitore
- Crem Caramel, regia di Pier Francesco Pingitore
- Mavaffallopoli, regia di Pier Francesco Pingitore
- Tutte pazze per Silvio, regia di Pier Francesco Pingitore
- Romolo e Remolo, regia di Pier Francesco Pingitore
- Facce ride show, regia di Pier Francesco Pingitore
- Miracolo a teatro, regia di G. Liguori
- Fashion e confucion, regia di P. Mellucci
- 5 donne e 1/2, regia di Piero Moriconi (2012-2015)
- Una fidanza per papà, regia di Piero Moriconi, con Sandra Milo, Savino Zaba, Moreno Amantini, Valentina Paoletti e Stefano Antonucci (2016-2017)
- Lo zio di città, regia di Piero Moriconi, con Andrea Roncato, Daniela Terreri, Moreno Amantini e Virginia Fioravanti (2018)
- Chi la fa...la spettini! di Sergio Iovine e Mario Moretti, regia di P. Mellucci (2018)

## Programmi televisivi
- Cocco (Rai 2, 1989) - Ballerina
- Un due tre Rai! (Rai 1, 1989) - Ballerina
- Gran Premio (Rai 1, 1990) - Ballerina
- Stasera mi butto (Rai 2, 1990) - Ballerina
- Crème Caramel (Rai 1, 1991) - Ballerina
- Varietà (Rai 1, 1991) - Ballerina
- Il TG delle vacanze (Canale 5, 1991-1992) - Sirenetta
- Scherzi a parte (Italia 1, 1992) - Co-conduttrice
- Una voce per Sanremo (Tmc, 1993) - Co-conduttrice
- Il grande gioco dell'oca (Rai 2, 1994) - Ragazza Ochei
- Beato tra le donne (Rai 1, 1995; Canale 5, 1997) - Spintarella
  - Beato Capodanno (Canale 5, 1997-1998) 
  - Beato tra le donne VIP (Canale 5, 1998)
- Rose Rosse (Canale 5, 1996) - Ballerina
- Gran Caffè (Canale 5, 1998) - Ballerina
- Il grande gioco del mercante in fiera (Tmc, 1996) - Co-conduttrice
- La zingara (Rai 1, 1999) - Valletta
- Alle due su Rai Uno (Rai 1, 1999-2000) - Co-conduttrice
  -  Giocajolly (Rai 1, 1999-2000)
  -  Ciao amici (Rai 1, 2000)
- Ci vediamo su Rai Uno (Rai 1, 2000-2001) - Co-conduttrice
  - Si la Sol (Rai 1, 2000-2001)
- Sereno variabile (Rai 2, 2001)[3] - Co-conduttrice
- Marameo (Canale 5, 2002) - Primadonna
- Mi consenta (Canale 5, 2003) - Primadonna
- La Talpa (Rai 2, 2004) - Concorrente vincitrice
- Domenica in (Rai 1, 2004-2005) - Co-conduttrice
- Facce ride Show (Rete 4, 2006) - Primadonna
- Bellissima - Cabaret anti crisi (Canale 5, 2009) - Primadonna
- TV Mania (Rai 2, 2010) - Co-conduttrice
- L'isola dei famosi (Canale 5, 2021) - Concorrente
- Ne vedremo delle belle (Rai 1, 2025) - Concorrente

## Pubblicità
- Ammorbidente Vernel fior di pesca (1997)
- Latte di mandorle Condorelli (2013)